# Companheiros
Companheiros (em castelhano:  Vamos a matar, compañeros)  é um filme teuto-hispano-italiano de 1970, dos gêneros faroeste e comédia, dirigido por Sergio Corbucci.
É considerado um dos melhores bangue-bangues feitos na Europa.

## Sinopse
No México, durante a Revolução mexicana, o sueco negociante de armas Yodlaf Peterson (Franco Nero) está aliado com o General Mongo (Jose Bódalo) para livrar Xantos (Fernando Rey), um professor revolucionário. Mas o que o mercenário realmente quer é um espólio que só o professor sabe seu verdadeiro paradeiro.

## Elenco
- Franco Nero - Yodlaf "Pinguim" Peterson
- Tomás Milián - El Vasco
- Jack Palance - John "Mão-de-Madeira"
- Fernando Rey - Prof. Xantos
- Iris Berben - Lola
- José Bódalo - General Mongo
- Eduardo Fajardo - Coronel
- Karin Schubert - Zaira